# Долихориза
Долихориза (лат. Dolichorrhiza) — род цветковых растений семейства Сложноцветные (Asteraceae). Раньше рассматривался как подрод Бузульника (Ligularia), но в 1970 был выделен в отдельный род Галушко, А. И.
Виды
- Dolichorrhiza caucasica (M. Bieb.) Galushko — Долихориза кавказская, или Бузульник кавказский — Армения, Грузия, Азербайджан
- Dolichorrhiza correvoniana (Albov) Galushko — Долихориза Корревона, или Бузульник Корревона — Грузия
- Dolichorrhiza persica (Boiss.) B.Nord. — Долихориза персидская
- Dolichorrhiza renifolia (C.A.Mey.) Galushko — Долихориза почковидная, или Бузульник почковидный — Грузия

## Ботаническое описание
Травянистые растения. Корневище тонкое, деревянистое, ползучее. Корзинки крупные, в числе 1–6; обёртка неясно двурядная, но из б. м. явственно диморфных листочков, более широких — (внутренних) с плёнчатыми краями, и перекрывающих их — более узких, без плёнчатой каймы и с очень узкой плёнчатой окраиной с одной или обеих сторон. Антероподий широкий и уплотнённый. Веточки столбика с очень коротким, закруглённым, полуконическим придатком, на внутренней стороне уплощённым, в сечении полукруглым, с рыльцевой поверхностью в виде двух возвышенных краевых полос, разделённых бороздкой.

## Галерея

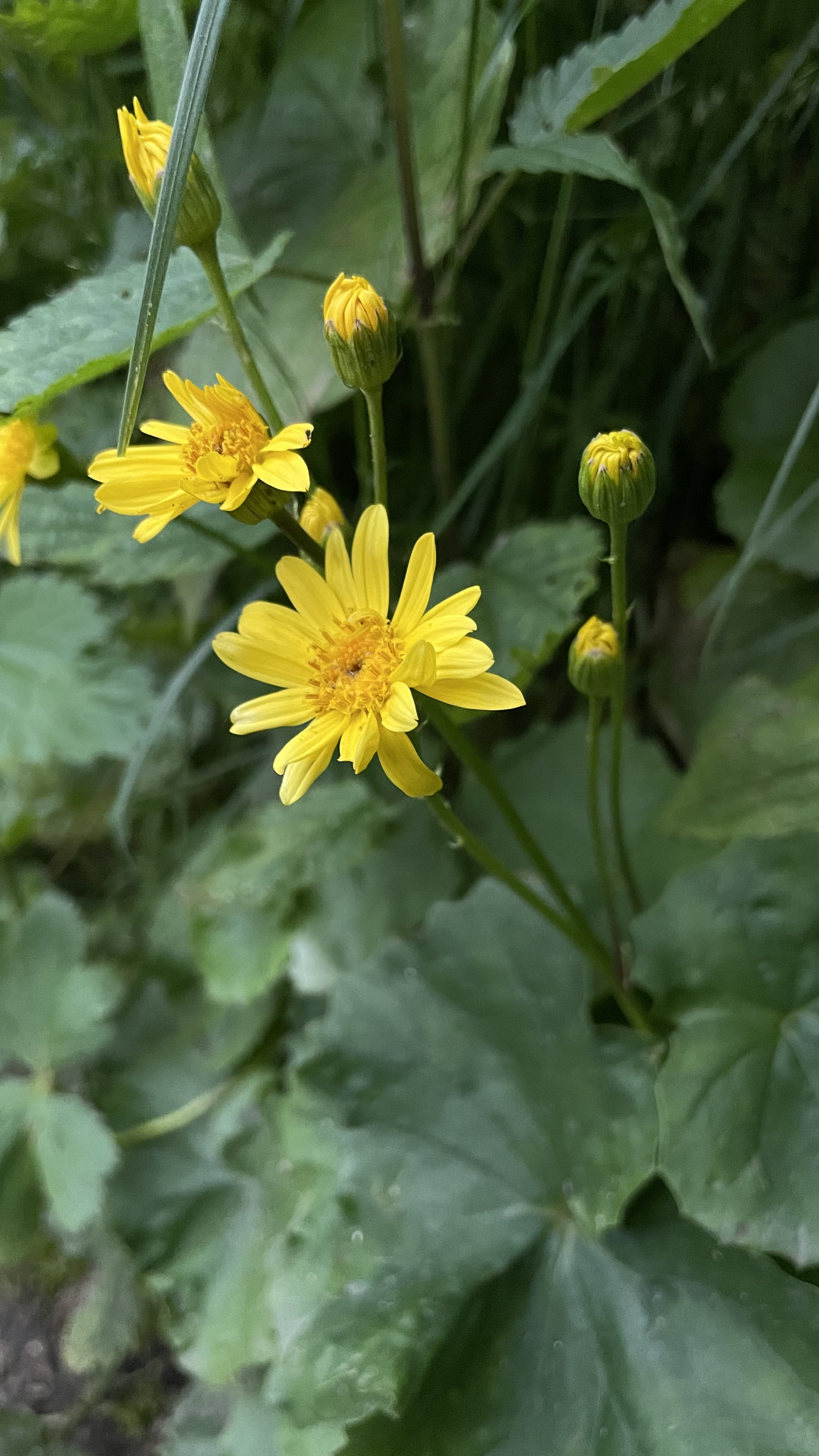
Долихориза кавказская. Дагестан, Хунзахский район, окр. Матласских пещер, ~1780 м н.у.м.
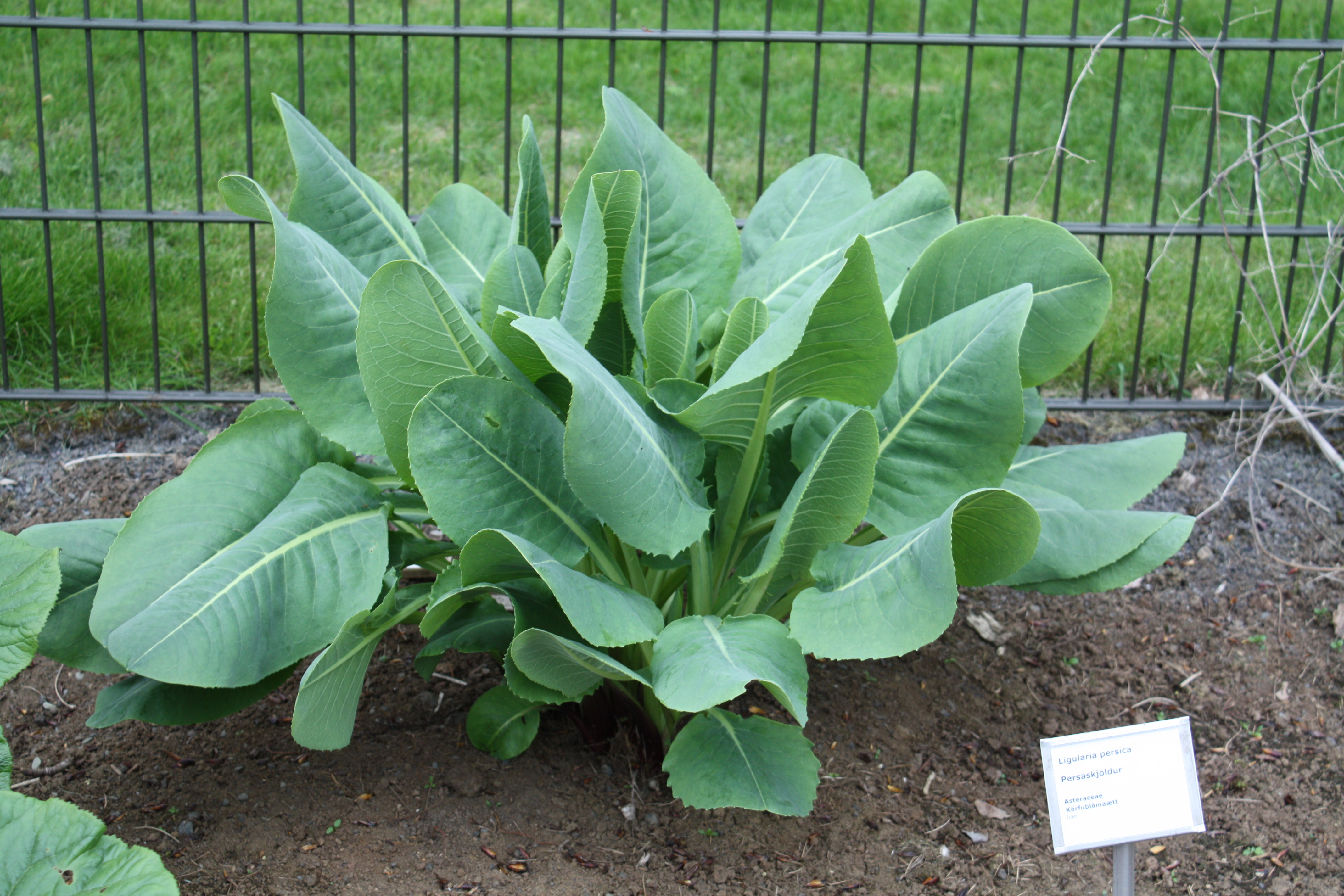
Долихориза персидская в ботаническом саду Рейкьявика
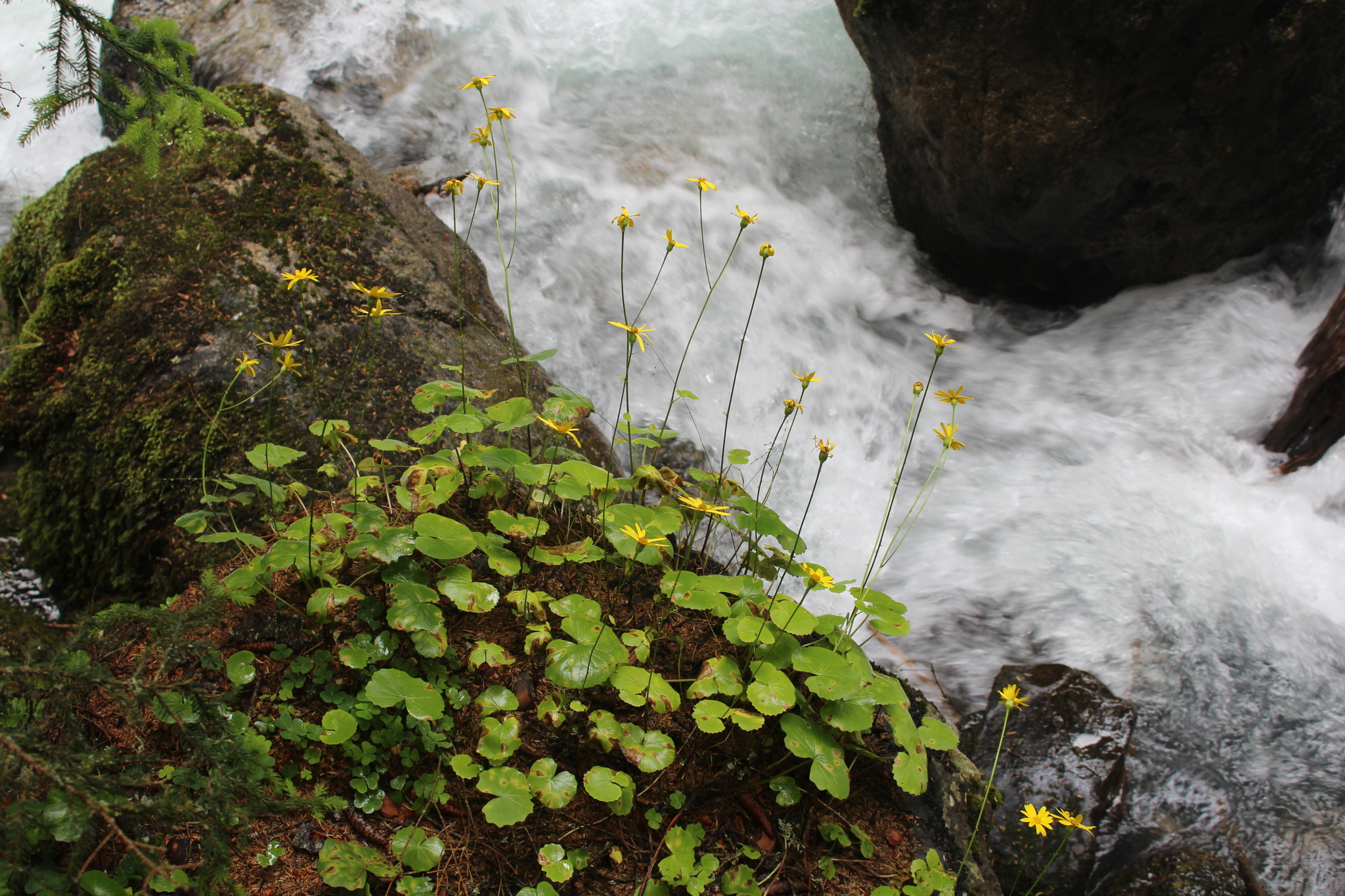
Долихориза почковидная. Водопад Шумка, Карачаевский район